# 京城帝国大学
京城帝国大学（けいじょうていこくだいがく、旧字体：京城󠄀帝󠄁國大學、朝鮮語: 경성제국대학）は、京畿道京城府に本部を置いていた日本の帝国大学。略称は城大（じょうだい、朝鮮語: 성대）。
1924年（大正13年）に、日本としては6番目の帝国大学として設立された朝鮮唯一の旧制大学。内地の帝国大学が文部省管轄であったのに対し、城大は朝鮮総督府管轄だった。1946年、在朝鮮アメリカ陸軍司令部軍政庁法令102号により、閉鎖された。

## 歴史

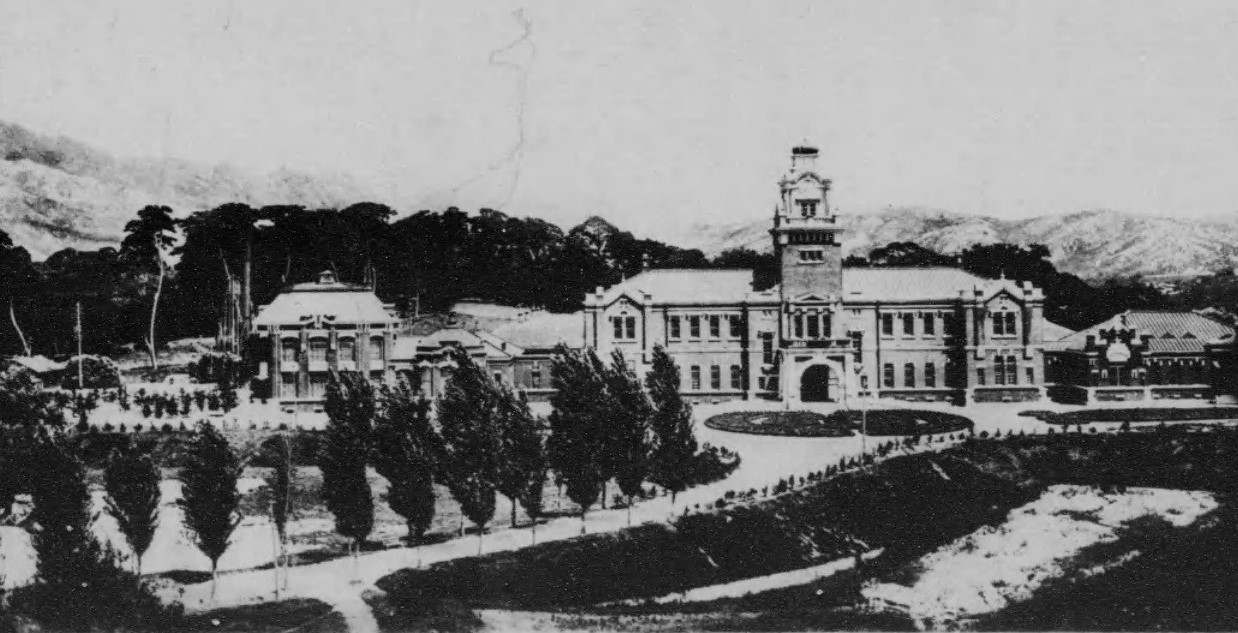
朝鮮総督府医院 (本学医学部の前身)

### 前史
李氏朝鮮では、1895年（開国504年）の甲午改革により近代教育制度が始まった。日露戦争後の1905年（光武9年）、ポーツマス条約と第二次日韓協約により、大韓帝国（1897年～）は日本の保護国となった。1906年（光武10年）には韓国統監府より普通学校令が公布され、6年制であった小学校を4年制に改編し、教育が進められた。一方民間では、愛国啓蒙運動の一環で私立学校を設立し、日本の統治や普通学校に反発し朝鮮語でハングルの習得や民族の歴史などの教育を行った。
1910年（明治43年）の韓国併合後、朝鮮総督府は第一次「朝鮮教育令」を公布（1911年）して普通教育を推進した。当初、少ない朝鮮人就学者の多くは民族系の私立学校や書堂に通学していた。そこで総督府は、1911年の改正私立学校規則の公布、1918年（大正7年）の書堂規則の公布により民間教育を抑圧し、日本語の使用を強制する同化教育を推し進めた。その結果、初等学校への就学率は上昇し、併合時代の最末期で50％を超えた。
朝鮮総督府の武断政治から文化政治への政策転換は「内地延長主義」と呼ばれるが、朝鮮での教育に関しては「内鮮共学」と呼ばれる（台湾でもこの頃同様な政策転換があった→日本統治時代の台湾#内地延長主義時期（1915年 - 1937年））。他方、「内鮮共学」に対抗し、三・一独立運動以降の1920年頃からは、民族系の団体が私立の「朝鮮民立大学」設立の動きを見せ、また、在朝鮮アメリカ系宣教師団体が専門学校の大学昇格の動きもあった。このような日本の朝鮮統治への抵抗としての大学設立機運が朝鮮民衆の中で高まる中、かかる動きを制するために、日本政府及び朝鮮総督府主導下での大学設置が急がれることとなった。
- 1918年（大正7年） - 大正デモクラシー
- 1919年（大正8年） - 三・一独立運動
- 1920年（大正9年）12月 - 臨時教育調査委員会（総督府令第68号）が設置。
- 1922年（大正11年）2月 - 「第二次朝鮮教育令」（勅令第19号）が公布。「内鮮共学」の方針を採用。
- 1923年（大正12年）11月 - 朝鮮帝国大学創設委員会を組織

### 大学沿革
1924年（大正13年）に予科を設置し、1926年（大正15年）に法文学部・医学部の各学部が設置されて大学レベルの教育体制が整った。所在地は、鍾路区大学路（旧：京城府東崇町。予科は清涼里）。
1929年（昭和4年）から大規模な水力発電所が鴨緑江とその支流に造られ、1930年代の朝鮮は工業化が急速に進んだこと、また、1931年（昭和6年）の満洲事変と1932年（昭和7年）の満洲国設立により、資源が豊富な満洲での工業化が見込まれたことなどから、高度な技術を持つ人材の需要が高まり、その供給源として1941年（昭和16年）には理工学部が設置された。
城大の教授陣は東京帝国大学卒を中心としており、他の帝国大学の設立期と似ている。日本語で専門教育の講義がなされる城大では、入学者は予め日本語での普通教育が必要であり、日中戦争勃発（1937年）後には「第三次朝鮮教育令」が公布（1938年）され、「内鮮教育の一元化」が唱えられた。しかし、1942年（昭和17年）の朝鮮人の就学率は55%、日本語普及率は20%に留まり、城大でも医学部における1930年（昭和5年）の第1期卒業生が日本人43人と朝鮮人12人、城大全体では1937年（昭和12年）の日本人学生と朝鮮人学生の比率が70.2%と29.8%、1942年（昭和17年）のそれが60.4%と39.6%と、朝鮮人学生が過半を占めるに至らなかった。
- 1924年（大正13年）5月 - 朝鮮総督府所管の帝国大学として設立。大学予科（修業年限2年）を設置。
- 1926年（大正15年）5月 - 法文学部・医学部設置。
  - 法文学部は憲法・行政法／民法・民事訴訟法／刑法・刑事訴訟法／経済学／政治学・政治史／羅馬法／哲学・哲学史／支那哲学／倫理学／心理学／宗教学・宗教史／美学・美術史／教育学／社会学／国史学／朝鮮史学／東洋史学／国語学・国文学／朝鮮語学・朝鮮文学／支那語学・支那文学／外国語学・外国文学の各講座を設置。
  - 医学部は解剖学・生理学・医化学・薬物学・病理学・微生物学の各講座を設置。
- 1934年（昭和9年）- 予科の修業年限を3年に延長。
- 1938年（昭和13年）- 理工学部の予科生が入学。
- 1941年（昭和16年）- 理工学部設置。
- 1941年（昭和16年）10月 - 授業年限の短縮令。太平洋戦争開戦で短縮期間は延長。
- 1942年（昭和17年）5月 - 高地療養研究所を附置。
- 1945年（昭和20年）6月 - 大陸資源科学研究所を附置。

### 戦後
終戦により連合軍軍政期に入ると、教職員や学生の半数以上を占める日本人学生は日本に引き揚げ、京城帝国大学は閉鎖された。現在のソウル大学校は、城大の固定資産を受け継いで新設されたものであり、他の旧帝国大学のような連続性はない（日本が所有していた城大関連の固定資産の移転に関する法的根拠は以下の年表を参照）。
- 1945年
  - 8月15日 - 日本がポツダム宣言を受諾。
  - 9月2日 - 日本が降伏文書に調印。
  - 9月7日 - アメリカ合衆国極東軍司令部が、北緯38度線以南の朝鮮において連合軍軍政を開始すると宣言。
  - 9月9日 - 朝鮮総督府が降伏文書に署名。
  - 9月11日 - 在朝鮮アメリカ陸軍司令部軍政庁 (USAMGIK) による南朝鮮の直接統治開始。
  - 10月17日 - 京城帝国大学を京城大学に改称[5]。
  - 10月22日 - 「京城大学」として開学[5]。
  - 12月6日 - 軍令第33号「朝鮮内にある日本人財産取得に関する件」により、USAMGIK管轄内の日本の総ての公私有財産（8月9日時点[※ 1]）が、9月25日付けでUSAMGIKに移転された[6]。
- 1946年
  - 8月22日 - 在朝鮮アメリカ陸軍司令部軍政庁法令102号によって閉鎖。

## 大学関係者

### 歴代総長
1. 有吉忠一（事務取扱；1924年5月-1924年7月）
2. 下岡忠治（同上；1924年7月-1925年11月）
3. 湯浅倉平（同上；1925年12月-1926年4月）
4. 服部宇之吉（兼任；1926年4月-1927年7月）
5. 松浦鎮次郎（1927年7月-1929年10月）
6. 志賀潔（1929年10月-1931年10月）
7. 山田三良（1931年10月-1936年1月）
8. 速水滉（1936年1月-1940年7月）
9. 篠田治策（1940年7月-1944年3月）
10. 山家信次（1944年3月-1945年8月?）

### 著名な教員
- 白南雲 - 経済史
- 尹日善 - 病理学
- 安倍能成 - 哲学
- 宮本和吉 - 哲学・フッサール研究
- 松月秀雄 - 教育学
- 高橋亨 - 儒教史・朝鮮仏教史
- 阿部吉雄 - 儒教史・李退渓研究
- 田保橋潔 - 国史学・政治史・近代日朝関係史
- 藤塚鄰 - 東洋史
- 鳥山喜一 - 東洋史・渤海史
- 西順蔵 - 中国思想史
- 小田省吾 - 朝鮮史・李朝史
- 藤田亮策 - 考古学
- 今西龍 - 朝鮮古代史
- 末松保和 - 朝鮮古代史・任那史
- 高木市之助 - 国文学
- 麻生幾次 - 国文学・万葉集研究
- 佐藤清 - 英文学・英詩研究
- 辛島驍 - 支那文学・戯曲研究
- 小倉進平 - 言語学・朝鮮語学史
- 時枝誠記 - 言語学
- 河野六郎 - 言語学・文字論
- 赤松智城 - 宗教学・朝鮮巫俗研究
- 秋葉隆 - 社会学・家族学
- 鈴木栄太郎 - 社会学
- 尾高朝雄 - 法哲学
- 清宮四郎 - 法学・憲法学
- 松岡修太郎 - 法学・憲法学
- 安田幹太 - 法学・民法学
- 山中康雄 - 法学・民法学
- 船田享二 - 羅馬法
- 泉哲 - 植民政策学
- 三宅鹿之助 - 経済学・マルクス経済史
- 鈴木武雄 - 経済学
- 四方博 - 経済史
- 奥平武彦 - 政治外交史
- 高井俊夫 - 小児科学
- 宇野利雄 - 数学
- 黒田幹一 - （予科）独語
- 佐々木忠義 - （予科）物理学
- 津田栄 - （予科）化学・数学
- 森谷克己 - 経済史
- 森為三 - （予科）動物、植物、自然科学
- 桜井義之 - 朝鮮経済研究所研究員
- レジナルド・ブライス - （予科）英語・ラテン語
- 鈴木清 - 生殖細胞染色[7]

### 著名な出身者
- 金鍾烈 - 政治家
- 金会漢 - 法学者
- 閔復基 - 大韓民国大法院長
- 成楽緒 - 制憲議員、忠南大総長
- 申鉉碻 - 政治家、大韓民国国務総理
- 兪鎮午 - 小説家、法学・憲法学者、普成専門学校教授、高麗大教授、憲法起草委員、国会議員、韓日国交正常化交渉韓国側代表
- 李康国 - 政治家
- 李大源 - 画家
- 李道栄 - 政治家、企業人
- 李林学 - 数学者
- 李在鶴 - 政治家
- 李周衡 - 政治家
- 李恒寧 - 法学者、弘益大総長
- 李孝石 - 小説家
- 柳洪烈 - 歴史学、ソウル大学教授
- 金錫亨 - 歴史学、金日成総合大学教授
- 田鳳徳 - 弁護士
- 崔丙柱 - 政治家
- 洪璡基 - 判事
- 洪翼杓 - 政治家
- 林学洙 - 詩人、金日成総合大学教授
- 崔載瑞 - 詩人、英文学者
- 申奭鎬 - 韓国史、朝鮮史編修会修史官、高麗大教授、国史編纂委員会委員長
- 金聖七 - 史学科（選科）卒
- 森田芳夫 - 朝鮮史研究、外務事務官、誠信女子大教授、『朝鮮終戦の記録』著者
- 田川孝三 - 李朝史研究、朝鮮史編修会修史官、東洋文庫、東京大学助教授、『李朝貢納制の研究』著者
- 泉靖一 - 文化人類学、東京大学東洋文化研究所教授
- 嶋崎昌 - 歴史学者、中央大学17代学長
- 前田利一 - 外交官、韓国大使、日韓文化交流基金理事長
- 黒田嘉一郎 - 徳島大学医学部教授、同・医学部長、徳島文理大学学長
- 橋本正之 - 元山口県知事（1960～76）、朝鮮総督府官僚出身
- 坪井幸生 - 道警視（咸鏡北道警察部外事警察課長）、道事務官（忠清北道警察部長）、九州管区警察局長、大分県副知事
- 三谷好憲- 宗教哲学者、元京都産業大学教授 （1946年閉校まで。）
- 柴田平 - 元西松建設社長（1983～95）
- 長谷川隆太郎 - 元佐世保重工業社長（1988～98）